# Global Heresy
Global Heresy (Verweistitel: Hilfe, im Schloss ist die Hölle los!) ist ein britisch-kanadischer Spielfilm des Regisseurs Sidney J. Furie aus dem Jahr 2002. Die Hauptrollen spielen Peter O’Toole, Joan Plowright und Alicia Silverstone. Der Film ist auch unter dem Titel Rock My World erschienen.

## Handlung
Als der Leadsänger einer Rock-Band auf dem Höhepunkt ihres Erfolges plötzlich spurlos verschwindet, wird die Position mit der Bassistin Natalie neu besetzt.
Natalie bringt frischen Wind in die Band und sie beschließen neue Songs und einen neuen Sound zu entwickeln. Zu diesem Zweck möchte die Band eine abgeschiedene Villa auf dem Land mieten. Vermietet wird diese durch das Paar Lord und Lady Foxley, die dadurch ihre finanzielle Misere beheben wollen. Da das angestellte Personal nicht zum Dienst erscheint, als die neuen Mieter antreffen, beschließen die Foxleys als Butler und Köchin in Erscheinung zu treten und die Arbeit selbst zu übernehmen.
Durch das Zusammenleben treten bald einige Konflikte zwischen den verschiedenen Kulturen und Generationen auf, doch beide Parteien entwickeln auch immer mehr Respekt füreinander.
Unterdessen versucht die Plattenfirma der Band, diese dazu zu bringen, einen Vertrag zu unterzeichnen, wonach die Plattenfirma die kreative Kontrolle über die Band übernehmen könnte, was diese aber verhindern kann. Am Ende des Films taucht der ursprüngliche Bandleader wieder auf und gesteht, dass sein Verschwinden ein geplanter Publicity-Gag war. Die Band entscheidet sich aber, Natalie als Frontfrau zu behalten.

## Rezeption
Das Lexikon des internationalen Films meint Global Heresy sei eine „prächtig besetzte Komödie, die ihr großes Unterhaltungspotenzial aber nur in wenigen Szenen“ abrufe.